# ویسکی چاودار

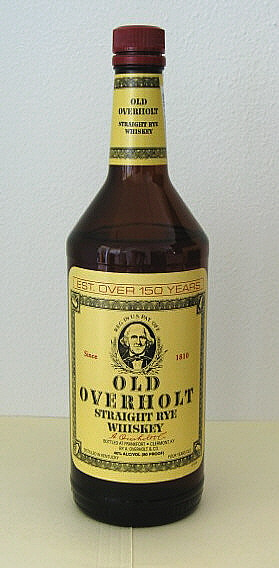
یک بطری ویسکی چاودار

ویسکی چاودار (به انگلیسی: Rye whiskey) نوعی ویسکی است که برای تهیه آن از دانه‌های چاودار برای تخمیر استفاده می‌کنند. ویسکی چاودار معمولاً در دو نوع ویسکی آمریکایی و ویسکی کانادایی موجود می‌باشد.